# Rucheng
Rucheng  (en chino, 汝城; pinyin, Rǔchéng) es un condado  bajo la administración directa de la Prefectura Chenzhou en la Provincia de Hunan, República Popular China.  Su área es de 2400 km² y su población total para 2010 superó los 330 mil habitantes. 

## Administración
Desde febrero de 2025, el  Condado Rucheng  se divide en 14 pueblos que se administran en 9 poblados y 5 villas.

## Toponimia
El topónimo Rucheng se compone de los sinogramas Ru (nombre propio) y Cheng (ciudad). 
Durante los Reinos Combatientes, en un territorio fronterizo al sur del Reino Chu se estableció la Localidad Ru (汝邑). En el año 358 AD, durante la dinastía Jin Oriental, se fundó oficialmente el Condado Rucheng (汝城县).